# Arteria perineal
La arteria perineal superficial es una arteria que se origina en la arteria pudenda interna.

## Ramas
- Ramos para los músculos isquiocavernoso y bulbocavernoso.[1]

Emite ramos (TA: rami scrotales posteriores arteriae pudendae internae), no ramificados, que se distribuyen hacia el escroto.

## Distribución
Se distribuye hacia la piel, el perineo y los órganos genitales externos.